# Jucie Lupeta
Joaquim Manuel Welo Lupeta, meglio noto come Jucie Lupeta (Lourinhã, 24 marzo 1993), è un calciatore portoghese, attaccante del Nanjing Chengshi.

## Carriera

### Club
Cresciuto nel settore giovanile del Porto, ha in seguito giocato con Videoton e Vitória Setúbal. L'11 agosto 2015 è stato tesserato dai Bidvest  Wits; nella stagione successiva è stato acquistato dall'Ajax Cape Town, che lo ha però svincolato dopo pochi mesi. Il 25 febbraio 2017 si è legato al Celje con un biennale.

### Nazionale
Ha giocato nella nazionale portoghese Under-18.

## Statistiche

### Presenze e reti nei club
Statistiche aggiornate al 21 marzo 2018.
| Stagione        | Squadra         | Campionato      | Campionato | Campionato | Coppe nazionali | Coppe nazionali | Coppe nazionali | Coppe continentali | Coppe continentali | Coppe continentali | Altre coppe | Altre coppe | Altre coppe | Totale | Totale | Totale |
| Stagione        | Squadra         | Comp            | Pres       | Reti       | Comp            | Pres            | Reti            | Comp               | Pres               | Reti               | Comp        | Pres        | Reti        | Pres   | Reti   |        |
| --------------- | --------------- | --------------- | ---------- | ---------- | --------------- | --------------- | --------------- | ------------------ | ------------------ | ------------------ | ----------- | ----------- | ----------- | ------ | ------ | ------ |
| mag. 2013       | Videoton        | NBI             | 2          | 0          | MK              | -               | -               | UEL                | -                  | -                  | -           | -           | -           | 2      | 0      |        |
| 2013-2014       | Videoton        | NBI             | 3          | 0          | MK+MLK          | 1+8             | 0+5             | UEL                | 0                  | 0                  | -           | -           | -           | 12     | 5      |        |
| Totale Videoton | Totale Videoton | Totale Videoton | 5          | 0          |                 | 9               | 5               |                    | 0                  | 0                  |             | -           | -           | 14     | 5      |        |
| 2014-2015       | Vitória Setúbal | PL              | 12         | 1          | TdP+TdL         | 0+2             | 0               | -                  | -                  | -                  | -           | -           | -           | 14     | 1      |        |
| 2015-2016       | Bidvest Wits    | PSL             | 12         | 0          | CS+CdL          | 0+1             | 0               | -                  | -                  | -                  | MTN8        | 1           | 0           | 14     | 0      |        |
| 2016-gen. 2017  | Ajax Cape Town  | PSL             | 5          | 0          | CS+CdL          | 0+1             | 0               | -                  | -                  | -                  | -           | -           | -           | 6      | 0      |        |
| feb.-giu. 2017  | Celje           | 1. SNL          | 10         | 2          | CS              | -               | -               | -                  | -                  | -                  | -           | -           | -           | 10     | 2      |        |
| 2017-2018       | Celje           | 1. SNL          | 22         | 1          | CS              | 4               | 1               | -                  | -                  | -                  | -           | -           | -           | 26     | 2      |        |
| Totale Celje    | Totale Celje    | Totale Celje    | 32         | 3          |                 | 4               | 1               |                    | -                  | -                  |             | -           | -           | 36     | 4      |        |
| Totale carriera | Totale carriera | Totale carriera | 66         | 4          |                 | 17              | 6               |                    | 0                  | 0                  |             | -           | -           | 83     | 10     |        |

## Palmarès

### Competizioni nazionali
- Coppa di Slovenia: 1

Olimpia Lubiana: 2018-2019